# Wuhan Airlines
A Wuhan Airlines (S: 航空 航空, T: 武漢 航空, P: Wǔhàn Hángkōng) foi uma empresa aérea sediada em Wuhan, na China. Em 2003, foi incorporada à China Eastern Airlines.

## Frota histórica

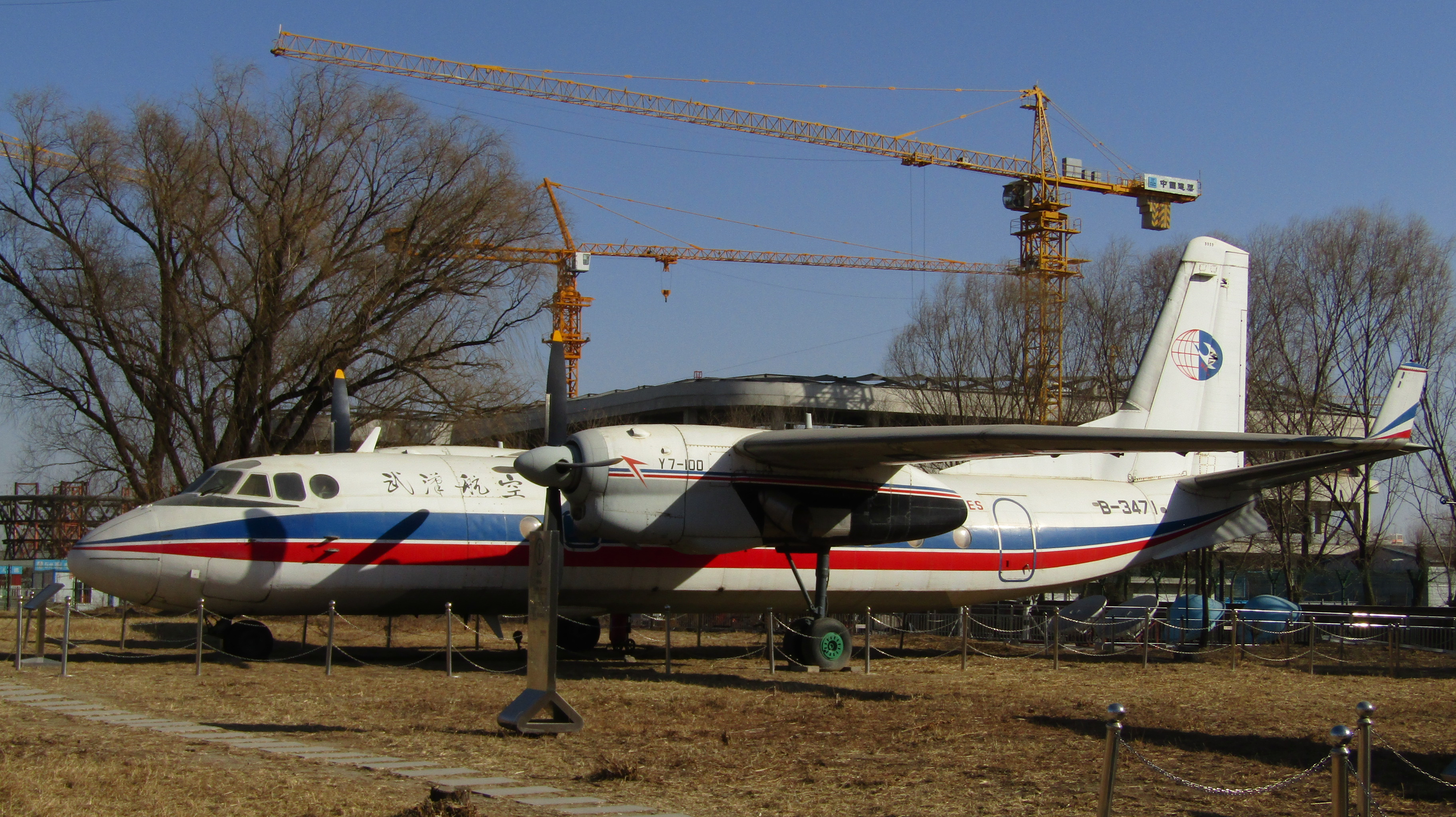
Um Xian Y-7-100 da Wuhan Airlines no Museu de Aviação Civil de Pequim

- 2 Boeing 737-36R Registro #: B-2969, B-2988
- 3 Boeing 737-3Q8 Registro #: B-2918, B-2919, B-2928
- 1 Boeing 737-3S3 Registro #: B-2976
- 2 Boeing 737-86R Registro #: B-2660, B-2665
- 5 Yunshuji Y-7 Registro #: B-3442, B-3443, B-3471, B-3472, B-3479
- 3 Xian MA60 Registro #: B-3430, B-3431, B-3432 (agora com as cores da China Eastern Airlines)

## Acidentes e incidentes
- Em 22 de junho de 2000, um voo da Wuhan Airlines de Enshi para Wuhan foi forçado a circular por 30 minutos devido a tempestades. A aeronave eventualmente caiu nas margens do rio Han, no distrito de Hanyang,[3] todos morreram a bordo (havia vários relatos de número de tripulantes e passageiros). Além disso, o acidente também matou sete pessoas em terra (veja Voo Wuhan Airlines 343).[4][5]